# خباري المخزم
خباري المخزم هي منطقة عراقية في مقاطعة خضر الماي في غرب قضاء سفوان في محافظة البصرة بصحراء الدبدبة بالبادية العراقية جنوب العراق، في طريق البصية الزبير.